# سباق طواف فرنسا 1981

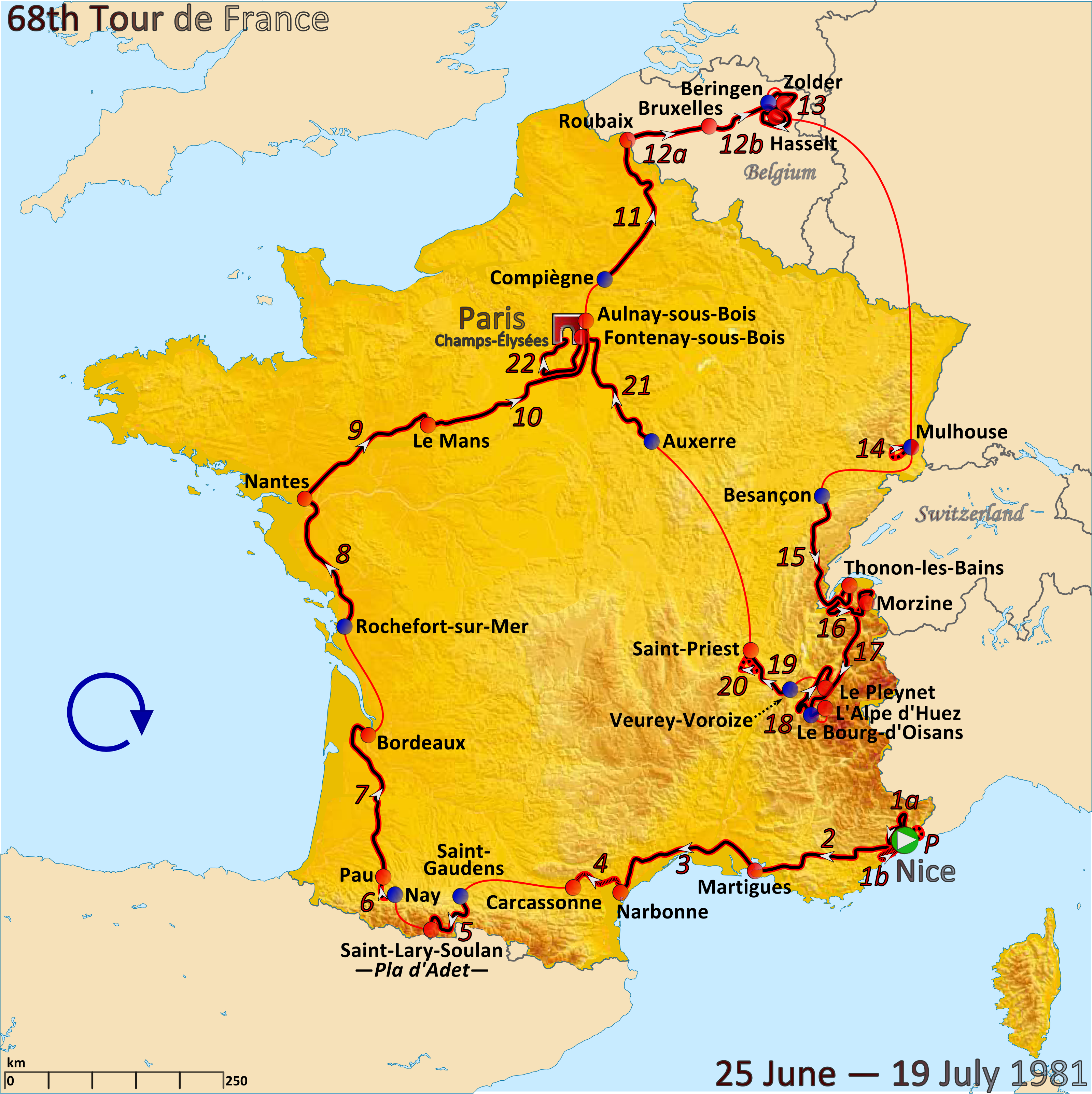
مسار سباق فرنسا للدراجات عام 1981

سباق طواف فرنسا 1981 من سلسلة سباقات سباق طواف فرنسا. أقيم هذا السباق في تاريخ 25 يونيو - 19 يوليو 1981 على 22+Prologue, including two split stages مراحل. بعد مرور 96 ساعة و19 دقيقة و38 ثانية وبعد طي 3756.1 كم بمتوسط 37.987 كم في الساعة فاز بالميدالية الذهبية برنار هينو من فرنسا، فيما حصد لوسيان فان يمبي من بلجيكا الميدالية الفضية، وكانت الميدالية البرونزية من نصيب روبرت ألبان من فرنسا.

## الميداليات
| ذهب                | فضة                      | برونز               |
| برنار هينو - فرنسا | لوسيان فان يمبي - بلجيكا | روبرت ألبان - فرنسا |